# Compota de manzana

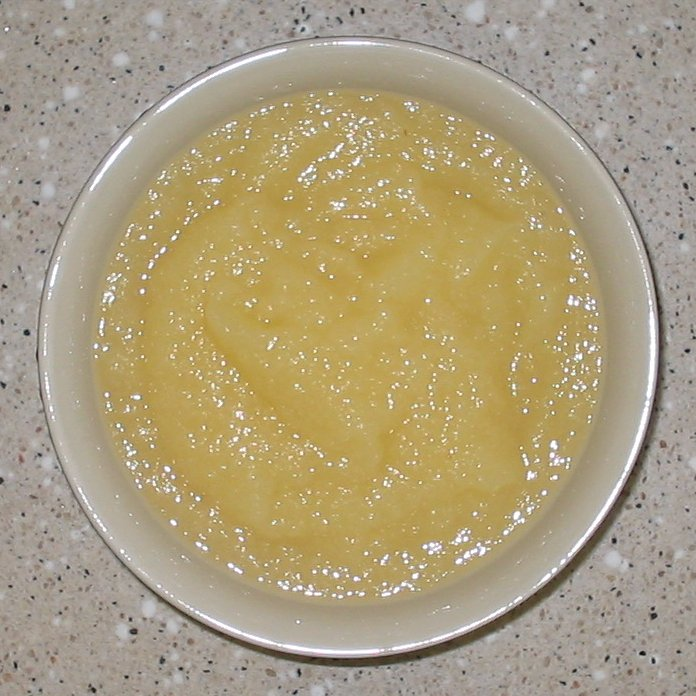
Plato con compota de manzana.

La compota de manzana o puré de manzana es una compota elaborada con manzanas ya peladas y endulzada con azúcar (o jarabe de maíz en algunos países de América Latina). Es frecuente añadir alguna especia a la compota, como canela, vainilla, etcétera. La facilidad de elaboración la convierte en un plato casero común que se suele tomar como postre. Se puede encontrar envasada en supermercados.

## Usos
Aparte de su uso como postre, la compota de manzana puede acompañar platos salados.
- En las cocinas alemana y sueca, suele encontrarse cocida y aromatizada con vinagre suave, junto con lombarda. Es un plato típico de Navidades en Alemania donde se sirve con el Weihnachtsgans (ganso de Navidad).
- En Perú durante la cena de Nochebuena acompaña al pavo al horno y la ensalada rusa.
- En Francia acompaña tradicionalmente la morcilla de sangre y se emplea frecuentemente como guarnición de platos de carne de cerdo, venado y aves de caza.
- En la cocina inglesa la compota o puré de manzana se sirve acompañando a platos de carne, generalmente de carne de cerdo, pero no es una salsa a pesar de lo que sugiere su nombre en inglés, apple sauce.